# Klingenbrunner Wald

Der Klingenbrunner Wald war ein gemeindefreies Gebiet im Landkreis Freyung-Grafenau mit dem Gemeindeschlüssel 09 272 454.
Als gemeindefreies Gebiet auf der Gemarkung Klingenbrunn mit einer Fläche von zuletzt 661,71 Hektar bestand der Klingenbrunner Wald bis zum 31. Dezember 2013. Am 1. Januar 2014 wurde der Klingenbrunner Wald in die Gemeinde Spiegelau eingegliedert. Die Fläche zum Gebietsstand 1. Oktober 1966 betrug 773,22 Hektar.